# Hilda Hänchen
Hilda Hänchen   (Hamburg, 1 de setembre de 1919 - Colònia, 19 d'octubre de 2013) posteriorment Hilda Lindberg o Hilda Lindberg-Hänchen, fou una física alemanya.

## Vida i obra
Hilda Hänchen es va doctorar el 1943 a la Universitat d'Hamburg sota la supervisió de Fritz Goos, amb una dissertació titulada Über das Eindringen des totalreflektierten Lichtes in das dünnere Medium ("Sobre la penetració de la llum totalment reflectida al medi més rar"). Durant la Segona Guerra Mundial va treballar com a ajudant d'investigació "gerent" a l'Institut Estatal de Física d'Hamburg (per permetre que els acadèmics masculins tornessin després del servei militar, les dones només podien ser contractades com a ajudants gerents). Va treballar simultàniament a l'Institut d'Investigacions Físico-Químiques de Kiel sobre contractes d'investigació bèl·lica i va figurar al registre de patrocinis del Reichsforschungsrat ("Consell d'Investigació del Reich"). Del 1949 al 1951 va treballar com a consultar de ka revista de química Chemisches Zentralblatt Cap al 1975 va ser la presidenta del capítol local de Colònia de la Deutscher Akademikerinnenbund ("Associació de dones acadèmiques alemanyes").
Amb el seu assessor de doctorat Fritz Goos, Hänchen va descobrir l'efecte Goos-Hänchen, que és un fenomen òptic en què la llum polaritzada linealment presenta un lleuger desplaçament lateral, quan el raig de llum experimenta una reflexió interna total.
El 1946 es va casar amb el físic Albert Hermann Lindberg (nascut el 1914), que abans de la seva jubilació el 1979 va ser vicepresident i director de desenvolupament de Leybold AG.Van tenir tres filles: Renate, Claudia i Dorothea.

## Publicacions
- Hänchen, Hilda «Über das Eindringen des totalreflektierten Lichtes in das dünnere Medium» (en alemany). Tesi doctoral, Universitat d'Hamburg, Facultat de Matemàtiques i Ciències Naturals, 1943.
- Goos, Fritz; Hänchen, Hilda «Über das Eindringen des totalreflektierten Lichtes in das dünnere Medium» (en alemany). Annalen der Physik, vol. 435, núm. 5, 1943, pàg. 383–392. DOI: 10.1002/andp.19434350504 [Consulta: 25 desembre 2013].
- Goos, Fritz; Hänchen, Hilda «Ein neuer und fundamentaler Versuch zur Totalreflexion» (en alemany). Annalen der Physik, vol. 436, núm. 6, 1947, pàg. 333–346. DOI: 10.1002/andp.19474360704 [Consulta: 25 desembre 2013].
- Goos, Fritz; Hänchen, Hilda «Neumessung des Strahlversetzungseffektes bei Totalreflexion» (en alemany). Annalen der Physik, vol. 440, núm. 6, 1949, pàg. 251–252. DOI: 10.1002/andp.19494400312 [Consulta: 25 desembre 2013].